# Amplypterus sumbawanensis
Amplypterus sumbawanensis là một loài bướm đêm thuộc họ Sphingidae. Loài này có ở Sumba.